# 361-ша група розвідки та спостереження (США)
361-ша група розвідки та спостереження (США) (англ. 361st Intelligence, Surveillance and Reconnaissance Group) — військове формування, група сил спеціальних операцій повітряних сил США, які організаційно підпорядковується Командуванню ССО Повітряних сил і входить до складу Бойового командування Повітряних сил. Авіаційна група призначена для проведення аналітичної та цільової оцінки визначених об'єктів в інтересах сил спеціальних операцій та усіх Повітряних сил країни. На групу покладаються завдання щодо оцінювання ступеня загроз та ситуаційна обізнаність для своєчасного інформування авіаційної компоненти Командування ССО Повітряних сил в усіх спектрах застосування сил.
Основним пунктом базування авіаційної групи є військово-повітряна база Гарлбарт Філд, в окрузі Окалуса (Флорида).

## Склад
- 19-та розвідувальна ескадрилья (Поуп Філд, Північна Кароліна);
- 25-та розвідувальна ескадрилья (Кеннон, Нью-Мексико);
- 43-тя розвідувальна ескадрилья (Кеннон, Нью-Мексико);
- 306-та розвідувальна ескадрилья (Біл, Каліфорнія).